# Hesperochernes vespertilionis
Hesperochernes vespertilionis är en spindeldjursart som beskrevs av Beier 1976. Hesperochernes vespertilionis ingår i släktet Hesperochernes och familjen blindklokrypare. Inga underarter finns listade i Catalogue of Life.